# U-98 (tàu ngầm Đức) (1940)
U-98 là một tàu ngầm tấn công  Lớp Type VII thuộc phân lớp Type VIIC được Hải quân Đức Quốc Xã chế tạo trong Chiến tranh Thế giới thứ hai. Nhập biên chế năm 1940, nó đã thực hiện được chín chuyến tuần tra, đánh chìm được mười tàu buôn có tổng tải trọng 48.878 GRT và một tàu chiến phụ trợ tải trọng 10.549 GRT, đồng thời gây hư hại cho một tàu buôn khác. Trong chuyến tuần tra cuối cùng trong Đại Tây Dương, U-98 bị tàu khu trục Anh HMS Wrestler đánh chìm về phía Tây eo biển Gibraltar vào ngày 15 tháng 11, 1942.

## Thiết kế và chế tạo

### Thiết kế

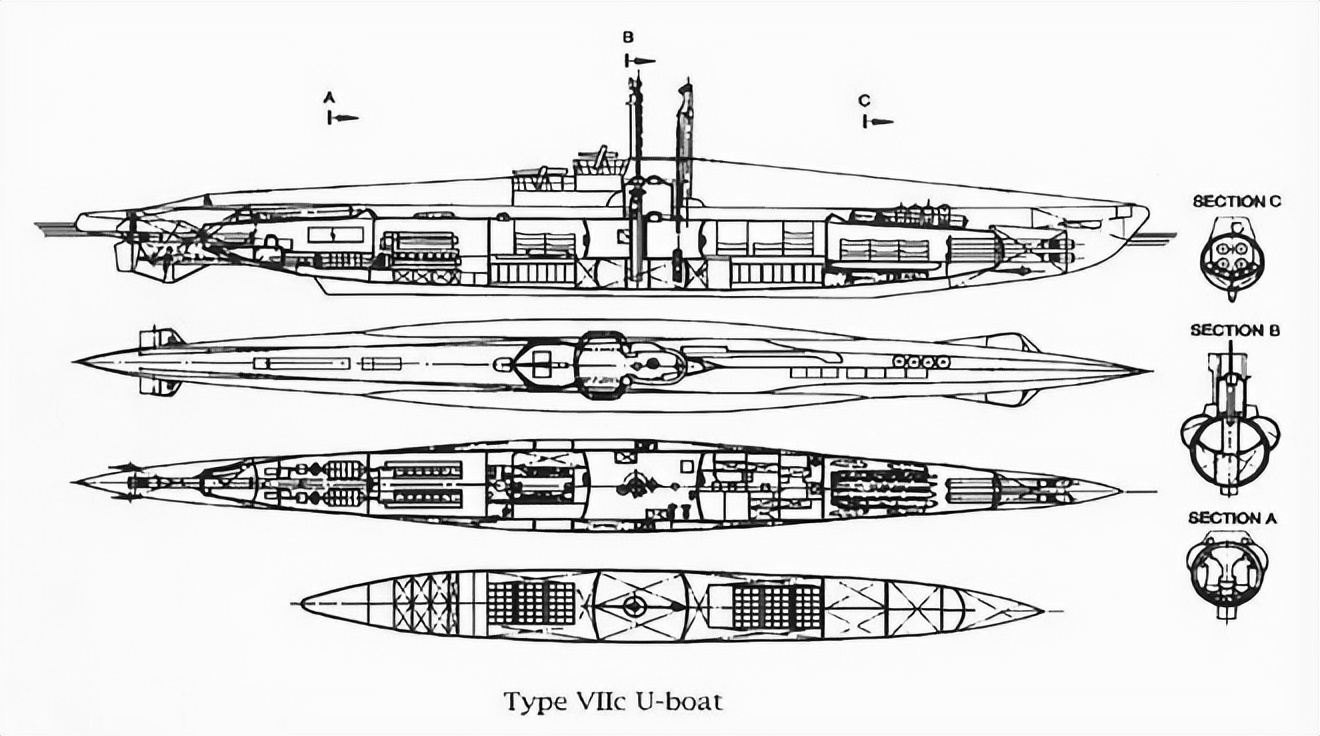
Sơ đồ các mặt cắt một tàu ngầm Type VIIC

Phân lớp VIIC của Tàu ngầm Type VII là một phiên bản VIIB được kéo dài thêm. Chúng có trọng lượng choán nước 769 t (757 tấn Anh) khi nổi và 871 t (857 tấn Anh) khi lặn). Con tàu có chiều dài chung 67,10 m (220 ft 2 in), lớp vỏ trong chịu áp lực dài 50,50 m (165 ft 8 in), mạn tàu rộng 6,20 m (20 ft 4 in), chiều cao 9,60 m (31 ft 6 in) và mớn nước 4,74 m (15 ft 7 in).
Chúng trang bị hai động cơ diesel Germaniawerft F46 siêu tăng áp 6-xy lanh 4 thì, tổng công suất 2.800–3.200 PS (2.100–2.400 kW; 2.800–3.200 bhp), dẫn động hai trục chân vịt đường kính 1,23 m (4,0 ft), cho phép đạt tốc độ tối đa 17,7 kn (32,8 km/h), và tầm hoạt động tối đa 8.500 nmi (15.700 km) khi đi tốc độ đường trường 10 kn (19 km/h). Khi đi ngầm dưới nước, chúng sử dụng hai động cơ/máy phát điện AEG GU 460/8–27  tổng công suất 750 PS (550 kW; 740 shp). Tốc độ tối đa khi lặn là 7,6 kn (14,1 km/h), và tầm hoạt động 80 nmi (150 km) ở tốc độ 4 kn (7,4 km/h). Con tàu có khả năng lặn sâu đến 230 m (750 ft).
Vũ khí trang bị có năm ống phóng ngư lôi 53,3 cm (21 in), bao gồm bốn ống trước mũi và một ống phía đuôi, và mang theo tổng cộng 14 quả ngư lôi, hoặc tối đa 22 quả thủy lôi TMA, hoặc 33 quả TMB. Tàu ngầm Type VIIC bố trí một hải pháo 8,8 cm SK C/35 cùng một pháo phòng không 2 cm (0,79 in) trên boong tàu. Thủy thủ đoàn bao gồm 4 sĩ quan và 40-56 thủy thủ.

### Chế tạo
U-98 được đặt hàng vào ngày 30 tháng 5, 1938, và được đặt lườn tại xưởng tàu của hãng Friedrich Krupp Germaniawerft tại Kiel vào ngày 27 tháng 9, 1939. Nó được hạ thủy vào ngày 31 tháng 8, 1940, và nhập biên chế cùng Hải quân Đức Quốc Xã vào ngày 12 tháng 10, 1940 dưới quyền chỉ huy của Hạm trưởng, Trung úy Hải quân Robert Gysae.

## Lịch sử hoạt động

### 1941

#### Chuyến tuần tra thứ nhất
U-98 xuất phát từ Kiel vào ngày 12 tháng 3, 1941 cho chuyến tuần tra đầu tiên trong chiến tranh. Nó tiến vào Bắc Hải, rồi băng qua khe GIUK giữa các quần đảo Shetland và Faroe để vòng qua quần đảo Anh và đi đến khu vực tuần tra trong Bắc Đại Tây Dương về phía Nam Iceland. Vào ngày 27 tháng 3, nó phóng ngư lôi đánh chìm tàu buôn Anh Koranton 6.695 GRT, vốn bị tách khỏi Đoàn tàu SC 25, ở vị trí về phía Tây Nam Reykjavík tại tọa độ 58°51′B 22°36′T / 58,85°B 22,6°T. Đến ngày 4 tháng 4 U-98 tham gia cùng một bầy sói để tấn công Đoàn tàu SC 26, đánh chìm các tàu buôn Na Uy Helle2.467 GRT tại tọa độ 59°06′B 24°12′T / 59,1°B 24,2°T, và tàu buôn Anh Welcombe 5.122 GRT tại tọa độ 59°09′B 23°40′T / 59,15°B 23,667°T. Năm ngày sau đó 9 tháng 4, nó tiếp tục phóng ngư lôi đánh chìm tàu buôn Hà Lan Prins Willem II 1.304 GRT vốn bị tách khỏi Đoàn tàu HX 117, tại tọa độ 59°50′B 24°25′T / 59,833°B 24,417°T. U-98 kết thúc chuyến tuần tra và đi đến cảng Lorient bên bờ biển Đại Tây Dương của Pháp đã bị Đức chiếm đóng, đến nơi vào ngày 14 tháng 4.

#### Chuyến tuần tra thứ hai
U-98 khởi hành từ Lorient vào ngày 1 tháng 5 cho chuyến tuần tra thứ hai, và hoạt động trong Bắc Đại Tây Dương về phía Nam mũi Farewell Greenland. Tại đây lúc 04 giờ 00 ngày 13 tháng 5, nó phát hiện tàu buôn tuần dương vũ trang HMS Salopian (10.549 tấn) đang hộ tống Đoàn tàu SC 30 ở vị trí khoảng 400 nmi (740 km) về phía Đông Nam mũi Farewell.
Hai loạt ngư lôi đầu tiên, mỗi loạt hai quả, do U-98 phóng lúc sau 04 giờ 00 và 06 giờ 19 phút nhắm vào Salopian đều không trúng đích. Hai quả ngư lôi trong loạt thứ ba đánh trúng Salopian phía giữa và mũi tàu, nhưng chiếc tàu buôn tuần dương tiếp tục chống trả bằng hải pháo, buộc U-98 phải lặn xuống. Tuy nhiên Salopian cũng bị hư hại động cơ và ăn-ten vô tuyến. Đến 08 giờ 00 và 08 giờ 50 phút, thêm hai quả ngư lôi đánh trúng phòng động cơ của Salopian; rồi cuối cùng lúc 10 giờ 43 phút, quả ngư lôi thứ chín trúng đích phía giữa tàu đã khiến chiếc tàu buôn tuần dương vỡ làm đôi và đắm chỉ trong vòng hai phút, tại tọa độ 56°43′B 38°57′T / 56,717°B 38,95°T.
Đến ngày 20 tháng 5, chiếc tàu ngầm tấn công tàu buôn Anh Rothermere 5.356 GRT vốn bị phân tán khỏi Đoàn tàu HX-126, và đánh chìm mục tiêu lúc 17 giờ 56 phút ở vị trí về phía Đông Nam mũi Farewell, tại tọa độ 57°48′B 41°36′T / 57,8°B 41,6°T. Sang ngày hôm sau, nó tiếp tục phóng ngư lôi đánh chìm tàu buôn Anh Marconi 7.402 GRT, vốn bị tách ra khỏi Đoàn tàu OB-322, lúc 05 giờ 45 phút ở vị trí về phía Đông Nam mũi Farewell, tại tọa độ 58°00′B 41°00′T / 58°B 41°T. Khi kết thúc chuyến tuần tra, U-98 đi đến cảng St. Nazaire cùng bên bờ Đại Tây Dương của Pháp vào ngày 10 tháng 4.

#### Chuyến tuần tra thứ ba
Xuất phát từ St. Nazaire vào ngày 23 tháng 6 cho chuyến tuần tra thứ ba, U-98 hoạt động tại khu vực giữa Bắc Đại Tây Dương. Nó đã tấn công Đoàn tàu OB 341 ở vị trí về phía Tây Bắc quần đảo Azores vào ngày 9 tháng 7, đánh chìm tàu buôn Anh Designer 5.945 GRT lúc 01 giờ 55 phút tại tọa độ 42°59′B 31°40′T / 42,983°B 31,667°T, và sau đó là tàu buôn Anh Inverness 4.897 GRT lúc 05 giờ 44 phút tại tọa độ 42°46′B 32°45′T / 42,767°B 32,75°T. Chiếc tàu ngầm quay trở về St. Nazaire vào ngày 23 tháng 7.

#### Chuyến tuần tra thứ tư và thứ năm
U-98 khởi hành từ St. Nazaire vào ngày 31 tháng 8 cho chuyến tuần tra thứ tư, và hoạt động trong Bắc Đại Tây Dương về phía Tây Ireland (Khu vực Tiếp cận phía Tây). Vào ngày 16 tháng 9, nó phóng ngư lôi tấn công Đoàn tàu SC 42 ở vị trí về phía Tây Bắc quần đảo St. Kilda, Scotland, đánh chìm tàu buôn Anh Jedmoor 4.392 GRT tại tọa độ 59°00′B 10°00′T / 59°B 10°T. U-98 kết thúc chuyến tuần tra và quay trở về St. Nazaire vào ngày 26 tháng 9.
Trong chuyến tuần tra tiếp theo diễn ra từ ngày 29 tháng 10 đến ngày 29 tháng 11, cùng xuất phát và kết thúc tại St. Nazaire, U-98 hoạt động tại vùng biển Bắc Đại Tây Dương về phía Bắc quần đảo Azores, nhưng không có kết quả.

### 1942

#### Chuyến tuần tra thứ sáu
U-98 xuất phát từ St. Nazaire vào ngày 18 tháng 1 cho chuyến tuần tra thứ sáu, băng qua suốt Đại Tây Dương để hoạt động tại vùng biển ngoài khơi Canada và Hoa Kỳ. Tại đây vào ngày 15 tháng 2, nó phóng ngư lôi tấn công chiếc tàu buôn Anh Biela 5.298 GRT, vốn bị phân tán khỏi Đoàn tàu ON 62, đánh chìm mục tiêu ở vị trí 400 nmi (740 km) về phía Đông Nam mũi Race, Newfoundland, tại tọa độ 41°15′B 47°18′T / 41,25°B 47,3°T; toàn bộ 45 thành viên thủy thủ đoàn và năm pháo thủ đều thiệt mạng. U-98 quay trở về St. Nazaire vào ngày 27 tháng 2.

#### Chuyến tuần tra thứ bảy
Dưới quyền chỉ huy của hạm trưởng mới, Thiếu tá Hải quân Wilhelm Schulze, U-98 khởi hành từ căn cứ St. Nazaire vào ngày 31 tháng 3 cho chuyến tuần tra thứ bảy. Chiếc tàu ngầm vẫn còn đang di chuyển trong vịnh Biscay lúc 00 giờ 47 phút ngày 2 tháng 4 khi nó bị một máy bay ném bom Armstrong Whitworth Whitley thuộc Liên đội 502 Không quân Hoàng gia Anh tấn công với sáu quả mìn sâu 250 lb (110 kg) được ném xuống; U-98 lặn khẩn cấp để né tránh và chỉ bị hư hại nhẹ. Nó băng qua suốt Đại Tây Dương để đi đến khu vực tuần tra được chỉ định dọc bờ biển Florida, Hoa Kỳ, nhưng không đánh chìm được mục tiêu nào, nên quay trở về căn cứ St. Nazaire vào ngày 6 tháng 6.

#### Chuyến tuần tra thứ tám
Xuất phát từ St. Nazaire vào ngày 14 tháng 7 cho chuyến tuần tra thứ tám, U-98 vượt Đại Tây Dương để quay trở lại khu vực ngoài khơi Florida, nơi nó rải một bãi 12 quả thủy lôi TMB vào ngày 9 tháng 8. Tàu quét mìn Hoa Kỳ Bold (AMc-67) (185 tấn) đã bị hư hại vào ngày hôm sau 10 tháng 8 khi lọt vào bãi mìn này. U-98 quay trở về căn cứ St. Nazaire vào ngày 16 tháng 9.

#### Chuyến tuần tra thứ chín - Bị mất
U-98 khởi hành từ căn cứ St Nazaire, Pháp vào ngày 22 tháng 10 cho chuyến tuần tra thứ chín, cũng là chuyến cuối cùng, để hoạt động tại khu vực giữa Đại Tây Dương. Vào ngày 15 tháng 11, nó bị tàu khu trục Anh HMS Wrestler phát hiện và tấn công bằng mìn sâu ở vị trí về phía Tây eo biển Gibraltar. U-98 đắm tại tọa độ 36°09′B 7°42′T / 36,15°B 7,7°T; toàn bộ 46 thành viên thủy thủ đoàn trên tàu đều tử trận.

### "Bầy sói" tham gia
U-98 từng tham gia sáu bầy sói:
- West (8 – 27 tháng 5, 1941)
- Seewolf (3 – 15 tháng 9, 1941)
- Störtebecker (5 – 19 tháng 11, 1941)
- Gödecke (19 – 22 tháng 11, 1941)
- Natter (30 tháng 10 – 8 tháng 11, 1942)
- Westwall (8 – 15 tháng 11, 1942)

### Tóm tắt chiến công
U-98 đã đánh chìm được mười tàu buôn có tổng tải trọng 48.878 GRT và một tàu chiến phụ trợ tải trọng 10.549 GRT, đồng thời gây hư hại cho một tàu buôn khác:
| Ngày             | Tên tàu         | Quốc tịch              | Tải trọng | Số phận      |
| ---------------- | --------------- | ---------------------- | --------- | ------------ |
| 27 tháng 3, 1941 | Koranton        | United Kingdom         | 6.695     | Bị đánh chìm |
| 4 tháng 4, 1941  | Helle           | Norway                 | 2.467     | Bị đánh chìm |
| 4 tháng 4, 1941  | Welcombe        | United Kingdom         | 5.122     | Bị đánh chìm |
| 9 tháng 4, 1941  | Prins Wellen II | Netherlands            | 1.304     | Bị đánh chìm |
| 13 tháng 5, 1941 | HMS Salopian    | Hải quân Hoàng gia Anh | 10.549    | Bị đánh chìm |
| 20 tháng 5, 1941 | Rothermere      | United Kingdom         | 5.356     | Bị đánh chìm |
| 21 tháng 5, 1941 | Marconi         | United Kingdom         | 7.402     | Bị đánh chìm |
| 9 tháng 7, 1941  | Designer        | United Kingdom         | 5.945     | Bị đánh chìm |
| 9 tháng 7, 1941  | Inverness       | United Kingdom         | 4.897     | Bị đánh chìm |
| 16 tháng 9, 1941 | Jedmoor         | United Kingdom         | 4.392     | Bị đánh chìm |
| 15 tháng 2, 1942 | Biela           | United Kingdom         | 5.298     | Bị đánh chìm |
| 10 tháng 8, 1942 | USS Bold        | Hải quân Hoa Kỳ        | 185       | Bị hư hại    |